# Dracula octavioi
Dracula octavioi là một loài lan.